# Scheidegg, Bayern
Scheidegg är en köping (Markt) i Landkreis Lindau i Regierungsbezirk Schwaben i förbundslandet Bayern i Tyskland.